# بيغيرينوس
بلدية بيغيرينوس (بالإسبانية: Peguerinos) هي بلدية تقع في مقاطعة آبلة التابعة لمنطقة قشتالة وليون وسط إسبانيا.

## الديموغرافيا
بلغ عدد سكان بلدية بيغيرينوس 306 نسمة عام 2011 (وفقاً للمعهد الوطني للإحصاء الإسباني).
| 326 | 311 | 299 | 331 | 328 | 342 | 306 |